# Покретне степенице
Покретне степенице или ескалатор представља врсту покретне траке у метроима, великим робним кућама или подземним пролазима. Ради на електрични погон и служи за транспорт људи или робе.
Пошто могу ићи само у једном смеру, најчешће се у њиховој близини налазе друге покретне степенице које се крећу у супротном смеру.

## Дизајн, компоненте и рад

### Рад и распоред
Покретне степенице се обично подижу под углом од око 30 степени од тла. Крећу се брзином од 1–2 ft/s – попут покретних стаза – и могу прећи вертикалне удаљености веће од 18 m (60 ft). Већина модерних покретних степеница има једноделне степенице од алуминијума или нерђајућег челика које се крећу по систему шина у непрекидној петљи.
Различите врсте покретних степеница укључују:
- паралелне (покретне степенице нагоре и надоле које су суседне или су колоциране, често се виде у окомитим областима, метро станицама и биоскопима на више нивоа);
- вишеструке паралелне (сетови више од једних покретних степеница које иду у истом правцу паралелно са онима које иду у другом правцу);
- укрштене (покретне степенице које иду у једном правцу „наслагане“ са покретним степеницама које иду у супротном смеру које су оријентисане суседно, али окомито, често се користе у робним кућама или тржним центрима).[4]

Већина земаља захтева да покретне степенице имају покретне рукохвате који иду у корак са кретањем степеница као безбедносну меру. Ово помаже корисницима да се стабилизују, посебно када ступају на степенице у покрету. Повремено се рукохват креће мало другачијом брзином од степеница, што доводи до тога да полако „пузи“ напред или назад у односу на степенице; само проклизавање и нормално хабање изазивају такве губитке синхроности, и то није пројектовано.

## Безбедност
Безбедност је главна брига у дизајну покретних степеница, јер су покретне степенице моћне машине које се могу заплести са одећом и другим предметима. Такви заплети могу да повреде или усмрте кориснике. У Индији многе жене носе сарије, чиме се повећава вероватноћа да ће заплести опуштени крај одеће (палу). Да би се ово спречило, сари штитници су уграђени у већину покретних степеница у Индији.
Деца која носе обућу као што су крокс и јапанке су посебно изложена ризику да буду ухваћена у механизме покретних степеница. Мекоћа материјала обуће у комбинацији са мањом величином дечијих стопала чини ову врсту незгоде посебно уобичајеном.

### Несреће

#### Пожар на Кингс Кросу
Пожар на Кингс Кросу из 1987. илустровао је захтевну природу одржавања покретних степеница и склоност уређаја да сакупљају „паперје“ и друге ситне остатке када се не одржавају на одговарајући начин. Званична истрага је утврдила да је ватра почела полако, тињајући једно време готово непримећено, а затим је експлодирала у горњој сали за продају улазница услед раније непрепознатог феномена који је сада познат као „ефекат рова”. У доњем строју покретних степеница, приближно 8.800 kg (19.400 lb) акумулираног детритуса деловало је као фитиљ за занемарено накупљање унутрашњих мазива; фурнир од дрвета, рекламе од папира и пластике, боје на бази растварача, шперплоча у сали за продају карата и сагоревање меламина су допринели величини несреће.

#### Чунгкиншка несрећа
У октобру 2015. у четвртак ујутру, четворогодишњи дечак се угушио и преминуо на кинеској железничкој станици у граду Чунгкинг, у Кини. Дечак се играо рукохватом покретних степеница када је пао и заглавио се испод њега са грудима заглављеним између дна рукохвата и земље.

### Судски спор
Током 1930-их, поднета је најмање једна тужба против робне куће, у којој се наводи да њене покретне степенице представљају привлачну сметњу, одговорну за повреде детета.

### Законодавство

#### Сједињене Државе
Упркос њиховом значајном обиму, два конгресна закона у вези са приступачношћу (Закон о рехабилитацији из 1973. и Закон о Американцима са инвалидитетом из 1990. (АДА)) нису директно утицала на покретне степенице или њихове јавне инсталације. Пошто је Одељак 504 Закона о рехабилитацији укључивао системе јавног превоза, током неколико година Министарство саобраћаја Сједињених Држава разматрало је нацрте за реконструкцију постојећих покретних степеница за приступ инвалидским колицима. Без обзира на то, план Фостер-Милер сарадника из 1980. године под називом Модификација покретних степеница за хендикепиране, на крају је игнорисан у корист повећаних инсталација лифтова у системима метроа. Слично, АДА је обезбедила више опција приступачности, али је изричито искључила покретне степенице као „приступачна средства за излаз“, не заговарајући ни њихово уклањање ни задржавање у јавним структурама.

### Кодекси и прописи
У Сједињеним Државама и Канади, нове покретне степенице морају да се придржавају стандарда ASME A17.1, а старе/историјске покретне степенице морају да буду у складу са безбедносним смерницама ASME A17.3. У Европи, сигурносни код покретних степеница је  115.

## Опхођење
У већини великих земаља, очекивање је да се корисници покретних степеница који желе да стоје то чине са једне стране како би омогућили другима да се пењу поред њих на другој. Због историјског дизајна, од корисника у Канади, Немачкој, Хонг Конгу, Тајвану, Уједињеном Краљевству, Француској и Сједињеним Државама се очекује да стоје са десне стране и ходају лево. Међутим, у Аустралији и Новом Зеланду је супротан случај. Пракса се може разликовати од града до града унутар земље – у Осаки, корисници стоје на десној страни, док у Токију (и већини других јапанских градова), корисници стоје на левој страни.
У одређеним системима са великим саобраћајем, укључујући Железничку компанију Источног Јапана и Метро у Прагу, корисници покретних степеница се подстичу да стану на коју год страну желе, са циљем спречавања хабања и асиметричног оптерећења. Све станице метроа у Токију такође имају постере поред покретних степеница који траже од корисника да не ходају, већ да стоје са обе стране.
Пракса стајања на једној страни и ходања на другој може узроковати неравномерно хабање механизама покретних степеница.
Лондонски транспорт је испробао стојање са обе стране (без ходања) у периоду од неколико месеци током 2016. године. Ово је повећало капацитет и елиминисало редове који се приближавају покретним степеницама током вршног времена путовања. Неколико месеци касније објављен је накнадни извештај без препоруке за наставак праксе.